# Seven Turns
Albums de Allman Brothers Band
Live at Ludlow Garage: 1970
(1990) Shades of Two Worlds
(1991)
Singles
1. Good Clean Fun
Sortie : juillet 1990
2. Seven Turns
Sortie : septembre 1990
3. It Ain't Over Yet
Sortie : décembre 1990

Seven Turns est le neuvième album studio du groupe de blues rock américain, Allman Brothers Band. Il est paru le 3 juillet 1990 sur le label Epic Records et a été produit par Tom Dowd.

## Historique
Pendant l'été 1989, après huit années de séparation, l'Allman Brothers Band se reforme pour fêter le vingtième anniversaire de sa création. Au côté des membres originaux, Gregg Allman, Dickey Betts, Butch Trucks et Jai Johanny Johansson on trouve trois nouveaux membres, Warren Haynes (guitares) et John Neel (claviers) (deux anciens musiciens du Dickey betts Band) et Allen Woody (un bassiste qui avait travaillé avec Artimus Pyle). Une tournée aux États-Unis est mise en place et à la fin de celle-ci il devint évident aux musiciens que la qualité et le feeling étaient de nouveau présent et qu'un nouvel album s'imposait.

Les studios Criteria de Miami furent choisis pour l'enregistrement du nouvel album. La production vit le retour d'un revenant en la personne de Tom Dowd qui avait déjà produit le groupe en de nombreuses occasions (les albums "Idlewild South", "Eat a Peach" en autres). Butch dira de lui après avoir travaillé sur cet album:
Après avoir travaillé sur ce projet avec Tom, je suis étonné que nous ayons pu faire un album sans lui.
La plupart des titres furent écrits dans le prolongement de la tournée de 1989. "Good Clean Fun" est la seule chanson dans laquelle Gregg Allman prend part à la composition. Il ne chante d'ailleurs pas sur toutes les chansons de l'album, "Let Me Ride" et "Seven Turns" sont chantées par Dickey Betts et "Loaded Dice" est chantée par Warren Haynes.
Trois chansons de l'album sont le fruit de la collaboration entre Dickey Betts et Warren Haynes, "Loaded Dice", "Shine It On" et l'instrumental "True Gravity" furent composés dans la maison de Dickey à Parrish en Floride. Le nouveau clavieriste, Johnny Neel contribue aussi sur quatre titres.
Trois singles, "Good Clean Fun", Seven Turns et "It Ain't Over Yet" seront tirés de l'album et se classeront dans les charts du magazine Billboard. L'album  se classera à la 53e place du Billboard 200.

## Liste des titres
| No | Titre               | Auteur                                  | Chant        | Durée |
| -- | ------------------- | --------------------------------------- | ------------ | ----- |
| 1. | Good Clean Fun      | Dickey Betts, Johnny Neel, Gregg Allman | Gregg Allman | 5:08  |
| 2. | Let Me Ride         | Betts                                   | Betts        | 4:37  |
| 3. | Low Down Dirty Mean | Betts, Neel                             | Allman       | 5:30  |
| 4. | Shine It On         | Betts, Warren Haynes                    | Allman       | 4:52  |
| 5. | Loaded Dice         | Betts, Haynes                           | Haynes       | 3:29  |
| 6. | Seven Turns         | Betts                                   | Betts        | 5:05  |
| 7. | Gambler's Roll      | Haynes, Neel                            | Allman       | 6:43  |
| 8. | True Gravity        | Betts, Haynes                           | instrumental | 7:58  |
| 9. | It Ain't Over Yet   | Neel, Doug Crider                       | Allman       | 4:54  |

## Musiciens
- Gregg Allman: chant, orgue, chœurs sur "Seven Turns"
- Dickey Betts: guitare lead, guitare acoustique, National Steel guitar, chant
- Jai Johanny Johanson: batterie, percussions
- Butch Trucks: batterie, timbales
- Warren Haynes: guitare lead, rythmique et slide, chant, chœurs
- Johnny Neel: piano, piano électrique Wurlitzer, synthétiseurs, clavecin, chœurs
- Allen Woody: basse, basse 6 cordes, basse fretless 4 et 5 cordes

avec
- Mark Morris: percussions
- Duane Betts: guitare sur "True Gravity"

## Charts
Charts album
| Pays       | Durée du classement | Meilleur classement |
| ---------- | ------------------- | ------------------- |
| Canada     | 12 semaines         | 42e                 |
| États-Unis | 16 semaines         | 53e                 |
| Norvège    | 2 semaines          | 19e                 |

### Charts singles
| Date | Single            | Chart                  | Durée du classement | Position |
| ---- | ----------------- | ---------------------- | ------------------- | -------- |
| 1990 | Good Clean Fun    | Mainstream Rock Tracks | 16 semaines         | 1er      |
| 1990 | Good Clean Fun    | RPM Top Singles        | 5 semaines          | 69e      |
| 1990 | Seven Turns       | Mainstream Rock Tracks | 9 semaines          | 12e      |
| 1991 | It Ain't Over Yet | Mainstream Rock Tracks | 8 semaines          | 26e      |